# Hexatoma (Eriocera) fracida
Hexatoma (Eriocera) fracida is een tweevleugelige uit de familie steltmuggen (Limoniidae). De soort komt voor in het Oriëntaals gebied.